# Tom Felleghy
Tom Felleghy, né le 26 novembre 1921  à Budapest et mort le 13 septembre 2005 à Bracciano, est un acteur hongrois et dont la carrière cinématographique s'est surtout déroulée en Italie.

## Biographie
De son vrai nom Tamás Fellegi, il se forme à la déclamation et la mise en scène. Il commence au théâtre, comme acteur et surtout comme metteur en scène. Il se rend ensuite en Autriche, et arrive enfin à Rome, ou il commence sa carrière cinématographique par quelques rôles secondaires dans des péplums et des films d'aventure.
S'étant installé en Italie, il se spécialise en acteur de genre, pour interpréter des personnages étrangers à l'Italie. En 1964, il joue son seul rôle de protagoniste dans Marenco : il incarne un émigrant, Carlo Marenco. Le film ne sera pas distribué en Italie.
Il participe à plus de deux cents films de 1950 à 1990. Ses rôles sont souvent de brèves apparitions, mais il a parfois des rôles plus importants. Dans quelques thrillers comme Quatre Mouches de velours gris (1971) ou Toutes les couleurs du vice (1972) il joue le rôle d'un commissaire de police. Dans les films policiers, il est souvent un juge ou médecin légiste. Il est volontiers officier, shérif, homme d'affaires, substitut du procureur.

## Filmographie partielle

### Cinéma
- 1958 : La parole est à l'épée, de Sergio Grieco
- 1959 : La sceriffa, de Roberto Bianchi Montero
- 1959 : Caltiki, le monstre immortel (Caltiki il mostro immortale), de Riccardo Freda et Mario Bava
- 1959 : L'Archer noir (L'arciere nero), de Piero Pierotti

#### Années 1960
- 1960 : Caccia al marito, de Marino Girolami
- 1960 : Il corazziere (it), de Camillo Mastrocinque
- 1960 : La Vengeance des Barbares (La vendetta dei barbari), de Giuseppe Vari : un officier romain
- 1961 : Les Trois Magnifiques (I magnifici tre), de Giorgio Simonelli
- 1961 : Les Mille et Une Nuits (Le meraviglie di Aladino), de Henry Levin
- 1961 : Les Révoltées de l'Albatros (L'ammutinamento), de Silvio Amadio
- 1961 : La Fille des Tartares (Ursus e la ragazza tartara), de Remigio Del Grosso
- 1962 : Sodome et Gomorrhe (Sodoma e Gomorra), de Robert Aldrich et Sergio Leone
- 1962 : Le Mercenaire (La congiura dei dieci), de Baccio Bandini
- 1962 : Vénus impériale (Venere imperiale), de Jean Delannoy
- 1963 : Ursus dans la terre de feu (Ursus nella terra di fuoco), de Giorgio Simonelli
- 1964 : Le Trésor des tsars (Maciste alla corte dello Zar), de Tanio Boccia
- 1964 : Marenco, de Nils R. Müller
- 1965 : Les Deux Toréadors (I due toreri), de Giorgio Simonelli
- 1965 : Marcia nuziale, de Marco Ferreri
- 1965 : Violence en Oklahoma (Il ranch degli spietati), de Jaime Jesús Balcázar et Roberto Bianchi Montero
- 1965 : Agent 3S3, passeport pour l'enfer (Agente 3S3 - Passaporto per l'inferno), de Sergio Sollima
- 1965 : L'Express du colonel Von Ryan (Von Ryan's Express), de Mark Robson
- 1966 : Intrigue à Suez (Un colpo da mille miliardi), de Paolo Heusch
- 1966 : El Cisco, de Sergio Bergonzelli : Burt
- 1966 : Sous la loi de Django, de Mario Maffei
- 1966 : Le Temps du massacre (Le colt cantarono la morte e fu... tempo di massacro), de Lucio Fulci
- 1966 : Dieu est avec toi, Gringo (Vayas con dios, Gringo), d’Edoardo Mulargia
- 1966 : Arizona Colt, de Michele Lupo
- 1966 : Colorado (La resa dei conti), de Sergio Sollima
- 1966 : Piège nazi pour sept espions (Trappola per sette spie), de Mario Amendola
- 1967 : La Gloire des canailles (Dalle Ardenne all'inferno), d’Alberto De Martino
- 1967 : Coup de maître au service de sa majesté britannique (Colpo maestro al servizio di Sua Maestà britannica), de Michele Lupo
- 1967 : Il lungo, il corto, il gatto, de Lucio Fulci
- 1967 : Né pour tuer (Nato per uccidere), d’Antonio Mollica
- 1967 : Quatre, trois, deux, un, objectif Lune (...4..3..2..1...morte), de Primo Zeglio
- 1967 : El rojo, de Leopoldo Savona
- 1967 : Les Chiens verts du désert (Attentato ai tre grandi), d’Umberto Lenzi
- 1967 : Tue-moi vite, j'ai froid (Fai in fretta ad uccidermi... ho freddo!), de Francesco Maselli
- 1967 : Killer Kid, de Leopoldo Savona
- 1967 : Lola Colt, de Siro Marcellini
- 1967 : Trois salopards, une poignée d'or (La più grande rapina del West), de Maurizio Lucidi
- 1967 : Poker d'as pour Django, de Roberto Bianchi Montero
- 1968 : Tire si tu veux vivre (Se vuoi vivere... spara!), de Sergio Garrone
- 1968 : Pour mille dollars par jour (Per mille dollari al giorno), de Silvio Amadio
- 1968 : Deux Pistolets pour un lâche (Il pistolero segnato da Dio) de Giorgio Ferroni : Bloody
- 1968 : Tête de pont pour huit implacables (Testa di sbarco per otto implacabili), d’Alfonso Brescia
- 1968 : Avec Django, ça va saigner (Quel caldo maledetto giorno di fuoco), de Paolo Bianchini
- 1969 : La Bataille d'El Alamein (La battaglia di El Alamein), de Giorgio Ferroni
- 1969 : Tout le monde il est sexy, tout le monde il est cochon (Le 10 meraviglie dell'amore), de Sergio Bergonzelli et Theo Maria Werner
- 1969 : Le Canon de la dernière chance, de Leopoldo Savona
- 1969 : Dans l'enfer des sables (Uccidete Rommel), d’Alfonso Brescia
- 1969 : 12 + 1 (Una su 13), de Nicolas Gessner et Luciano Lucignani
- 1969 : Pleins Feux sur l'archange (L'arcangelo), de Giorgio Capitani
- 1969 : La Mort sonne toujours deux fois (Blonde Köder für den Mörder), de Harald Philipp
- 1969 : Les Guerriers de l'enfer, de Bitto Albertini

#### Années 1970
- 1970 : L'Assaut des jeunes loups (Hornet's Nest), de Phil Karlson et Franco Cirino
- 1970 : L'Insaisissable Monsieur Invisible (L'inafferrabile invincibile Mr. Invisibile), d’Antonio Margheriti
- 1971 : Le Chat à neuf queues (Il gatto a nove code), de Dario Argento : Dr Esson
- 1971 : On m'appelle King (Lo chiamavano King...), de Giancarlo Romitelli
- 1971 : La Grosse Combine (Il furto è l'anima del commercio!?...), de Bruno Corbucci
- 1971 : La Queue du scorpion (La coda dello scorpione), de Sergio Martino
- 1971 : Meurtre par intérim (Un posto ideale per uccidere), d’Umberto Lenzi
- 1971 : Moi, la femme (Noi donne siamo fatte così), de Dino Risi : mari de Fulvia
- 1971 : Scandale à Rome (Roma bene), de Carlo Lizzani
- 1971 : Quatre Mouches de velours gris (4 mosche di velluto grigio), de Dario Argento
- 1972 : La mort tombe doucement (La morte scende leggera), de Leopoldo Savona
- 1972 : Un homme appelé Dakota (Un uomo chiamato Dakota), de Mario Sabatini
- 1972 : Méfie-toi Ben, Charlie veut ta peau (Amico, stammi lontano almeno un palmo...), de Michele Lupo : parieur au saloon (non crédité)
- 1972 : Le Tueur à l'orchidée (Sette orchidee macchiate di rosso), d’Umberto Lenzi
- 1972 : Toutes les couleurs du vice (Tutti i colori del buio), de Sergio Martino
- 1972 : La Nuit des diables (La notte dei diavoli), de Giorgio Ferroni
- 1972 : Les Cinq Brigands de l'Ouest (Spirito Santo e le 5 magnifiche canaglie), de Roberto Mauri
- 1972 : Bada alla tua pelle, Spirito Santo!, de Roberto Mauri
- 1972 : Miss Dynamite (Tutti fratelli nel west... per parte di padre), de Sergio Grieco
- 1972 : Los amigos, de Paolo Cavara
- 1973 : Les Enfants de chœur (Gli eroi), de Duccio Tessari
- 1973 : Partirono preti, tornarono… curati, de Bianco Manini
- 1973 : Les Diablesses (La morte negli occhi del gatto), d’Antonio Margheriti
- 1973 : Les Grands Patrons (Bisturi - La mafia bianca), de Luigi Zampa
- 1973 : Rue de la violence (Milano trema: la polizia vuole giustizia), de Sergio Martino
- 1973 : Mais qui donc porte la culotte ? (La schiava io ce l'ho e tu no), de Giorgio Capitani
- 1973 : La Fureur d'un flic (La mano spietata della legge), de Mario Gariazzo
- 1973 : L'Homme aux nerfs d'acier (Dio, sei proprio un padreterno!), de Michele Lupo
- 1973 : L'Emprise des sens (Anna, quel particolare piacere), de Giuliano Carnimeo
- 1973 : Cinq Jours à Milan (Le cinque giornate), de Dario Argento
- 1973 : L'Homme à la winchester d'or (Corte marziale), de Roberto Mauri
- 1974 : La Révolte des gladiatrices (La rivolta delle gladiatrici), de Steve Carver et Joe D'Amato
- 1974 : Spasmo, d’Umberto Lenzi
- 1974 : Les Derniers Jours de Mussolini (Mussolini ultimo atto), de Carlo Lizzani
- 1974 : La Race des seigneurs, de Pierre Granier-Deferre
- 1974 : Daisy Miller, de Peter Bogdanovich
- 1974 : La Rançon de la peur (Milano odia: la polizia non può sparare), d’Umberto Lenzi
- 1974 : Pénitencier de femmes perverses (Prigione di donne), de Brunello Rondi
- 1974 : L'Homme sans mémoire (L'uomo senza memoria), de Duccio Tessari
- 1974 : Commissariat de nuit (Commissariato di notturna), de Guido Leoni
- 1974 : L'An un (Anno uno), de Roberto Rossellini
- 1974 : Cinq Femmes pour l'assassin (5 donne per l'assassino), de Stelvio Massi
- 1974 : Corruption, l'Affaire du juge Vanini (Corruzione al palazzo di giustizia), de Marcello Aliprandi
- 1975 : Il giustiziere di mezzogiorno, de Mario Amendola
- 1975 : Le Parfum du diable (La città gioca d'azzardo), de Sergio Martino
- 1975 : Chats rouges dans un labyrinthe de verre (Gatti rossi in un labirinto di vetro), d’Umberto Lenzi
- 1975 : Che botte ragazzi!, de Bitto Albertini
- 1975 : Les Frissons de l'angoisse (Profondo rosso), de Dario Argento
- 1975 : Émilie, l'enfant des ténèbres (Il medaglione insanguinato), de Massimo Dallamano
- 1975 : En 2000, il conviendra de bien faire l'amour (Conviene far bene l'amore), de Pasquale Festa Campanile
- 1975 : L'Accusé (La polizia accusa: il Servizio Segreto uccide), de Sergio Martino
- 1975 : Rome violente (Roma violenta), de Marino Girolami
- 1975 : Bracelets de sang (Il giustiziere sfida la città), d’Umberto Lenzi
- 1975 : Colère noire (La città sconvolta: caccia spietata ai rapitori), de Fernando Di Leo
- 1975 : Tireur d'élite (La polizia interviene: ordine di uccidere!), de Giuseppe Rosati
- 1975 : Roma drogata: la polizia non può intervenire, de Lucio Marcaccini
- 1975 : Le Canard à l'orange (L'anatra all'arancia), de Luciano Salce
- 1975 : Marc la gâchette (Mark il poliziotto spara per primo), de Stelvio Massi
- 1976 : La Toubib du régiment (La dottoressa del distretto militare), de Nando Cicero
- 1976 : Jeunes, désespérés, violents (Liberi armati pericolosi), de Romolo Guerrieri
- 1976 : Brigade spéciale (Roma a mano armata), d’Umberto Lenzi
- 1976 : Salon Kitty (Salon Kitty), de Tinto Brass
- 1976 : Deux Flics à abattre (Uomini si nasce poliziotti si muore), de Ruggero Deodato
- 1976 : Per amore de Mino Giarda
- 1976 : Gli amici di Nick Hezard, de Fernando Di Leo
- 1976 : L'Autre Côté de la violence (Roma, l'altra faccia della violenza), de Marino Girolami
- 1976 : Obsession (Obsession - Complesso di colpa), de Brian De Palma
- 1976 : Opération Casseurs (Napoli violenta, d’Umberto Lenzi
- 1976 : La Mort en sursis (Il trucido e lo sbirro), d’Umberto Lenzi
- 1976 : Deux Idiots à Monte-Carlo (Tutti possono arricchire tranne i poveri), de Mauro Severino
- 1977 : Caresses bourgeoises (Una spirale di nebbia), d’Eriprando Visconti
- 1977 : Adios California (California), de Michele Lupo
- 1977 : Anno zero - Guerra nello spazio, d’Alfonso Brescia
- 1977 : SOS Jaguar : Opération Casse-gueule (Poliziotto sprint), de Stelvio Massi
- 1977 : Ras-le-bol à l'italienne (Il... Belpaese), de Luciano Salce
- 1978 : Brigade antimafia (Squadra antimafia), de Bruno Corbucci
- 1978 : La Grande Bataille (Il grande attacco), d’Umberto Lenzi
- 1978 : Nero veneziano, d’Ugo Liberatore
- 1978 : La Quatrième Rencontre (Occhi dalle stelle, de Mario Gariazzo
- 1978 : Emanuelle et les filles de madame Claude (La via della prostituzione), de Joe D'Amato
- 1978 : La Loi de la CIA (Sono stato un agente C.I.A.), de Romolo Guerrieri
- 1978 : Les lycéennes redoublent (La liceale nella classe dei ripetenti), de Mariano Laurenti
- 1978 : Échec au gang (La banda del gobbo), d’Umberto Lenzi
- 1978 : Le Crime du siècle (Indagine su un delitto perfetto), de Giuseppe Rosati
- 1978 : Comment perdre sa femme et trouver une maîtresse (Come perdere una moglie... e trovare un'amante), de Pasquale Festa Campanile
- 1978 : Diamants de sang (Diamanti sporchi di sangue), de Fernando Di Leo
- 1978 : La Montagne du dieu cannibale (La montagna del dio cannibale), de Sergio Martino
- 1979 : Corléone à Brooklyn (Da Corleone a Brooklyn), d’Umberto Lenzi
- 1979 : Pardon, vous êtes normal ? (Scusi lei è normale?), d’Umberto Lenzi (1979)

#### Années 1980
- 1980 : Je hais les blondes (Odio le bionde), de Giorgio Capitani
- 1980 : La Cage aux folles 2 (Il vizietto II), d’Édouard Molinaro
- 1980 : L'Avion de l'apocalypse (Incubo sulla città contaminata), d’Umberto Lenzi
- 1981 : Manolesta, de Pasquale Festa Campanile
- 1981 : La Salamandre (The Salamander), de Peter Zinner
- 1981 : L'Autre Enfer (L'altro inferno), de Bruno Mattei
- 1981 : Spaghetti a mezzanotte, de Sergio Martino
- 1981 : On m'appelle Malabar (Occhio alla penna), de Michele Lupo
- 1981 : Le Lion du désert, de Mustafa Akkad
- 1981 : La Vamp du bahut (Mia moglie torna a scuola), de Giuliano Carnimeo
- 1981 : Point de mire (it), de Fabrizio Lori
- 1982 : Monsignor, de Frank Perry
- 1982 : La Grosse Fille (Cicciabomba), d’Umberto Lenzi
- 1983 : Nana: Le désir, de Dan Wolman
- 1983 : Les Guerriers du Bronx 2 (Fuga dal Bronx), d’Enzo G. Castellari
- 1983 : Le Pétomane (Il petomane), de Pasquale Festa Campanile
- 1984 : Uno scandalo perbene, de Pasquale Festa Campanile
- 1985 : L'ultimo giorno (it), d’Amasi Damiani : médecin à l'hôpital
- 1985 : The Assisi Underground, d’Alexander Ramatti
- 1986 : Saving Grace, de Robert M. Young
- 1987 : Una donna senza nome (it), de Luigi Russo
- 1987 : Io e mia sorella, de Carlo Verdone

#### Après 1990
- 1991 : Caldo soffocante, de Giovanna Gagliardo
- 1994 : Voix profondes (Voci dal profondo, de Lucio Fulci
- 2006 : Les Paumes blanches (Fehér tenyér), de Szabolcs Hajdu (adjoint de production, crédité comme Thomas Fellegi)[3]

### Télévision
- 1972 : L'Ère des Médicis mini-série télévisée de Roberto Rossellini : Rinaldo degli Albizzi
- 1973 : La porta sul buio, mini-série télévisée de Dario Argento : un passager du tram
- 1974 : Anna Karénine (it), mini-série télévisée de Sandro Bolchi
- 1978 : Il balordo (it), mini-série télévisée de Pino Passalacqua
- 1980 : Orient-Express, mini-série télévisée de Bruno Gantillon
- 1980 : L'eredità della priora (it), mini-série télévisée d’Anton Giulio Majano
- 1981 : Don Luigi Sturzo (it), mini-série télévisée de Giovanni Fago
- 1984 : I racconti del maresciallo (it), mini-série télévisée de Giovanni Soldati
- 1989 : La casa del sortilegio, téléfilm d’Umberto Lenzi
- 1991 : La ragnatela, mini-série d’Alessandro Cane
- 1993 : Quelli della speciale (it), série télévisée de Bruno Corbucci, un épisode

## Publicité
Il participe à plusieurs reprises à l'émission Carosello :
- en 1967 et 1968 pour la confection masculine Monti ;
- en 1968, avec Howard Ross et Harold Null, pour la lessive OMO de Lever Gibbs ; avec Anna Wilhelm, pour le linge Canguro des Manifatture Cotoniere Meridionali (M.C.M.) ;
- de 1971 à 1975, avec Benito Artesi et Gemma De Angelis, pour les salamis Citterio ;
- de 1972 à 1976, pour l'Amaro Don Bairo ;
- en 1973, avec Enza Sampò, pour le linge de corps Bassetti (it) ;
- en 1973 et 1974, avec Alberto Lionello, pour le digestif Cynar.